# 베일땃쥐
베일땃쥐(Crocidura bottegoides)는 땃쥐과에 속하는 포유류의 일종이다. 에티오피아의 토착종이다. 자연서식지는 아열대 또는 열대 기후 지역의 습윤 산지 숲과 고지대 초원이다 서식지 감소로 멸종 위협을 받고 있다.